# Variedad algebraica compleja

La esfera de Riemann es una de las variedades algebraicas complejas más simples

En geometría algebraica, una variedad algebraica compleja es una variedad algebraica (en el sentido del esquema o no) sobre el campo de los números complejos.

## Teorema de Chow
El teorema de Chow afirma que una variedad analítica proyectiva; es decir, una subvariedad analítica cerrada de un espacio proyectivo complejo {\displaystyle \mathbb {C} \mathbf {P} ^{n}} es una variedad algebraica. Por lo general, se lo denomina simplemente variedad proyectiva.

## Teorema de Hironaka
Sea X una variedad algebraica compleja. Entonces, existe una resolución proyectiva de singularidades {\displaystyle X'\to X}.

## Relación con conceptos similares
Sin embargo, no todas las variedades analíticas complejas son algebraicas.